# Чапо-Олого
Ча́по-Оло́го (рос. Чапо-Олого) — село у складі Каларського округу Забайкальського краю, Росія.

## Населення
Населення — 155 осіб (2010; 164 у 2002).
Національний склад (станом на 2002 рік):
- евенки — 77 %